# Hans von Dambrowski
Hans Paul Ernst von Dambrowski, ab 26. Mai 1922 von Damerau-Dambrowski und auch von der Damerau-Dambrowski (* 30. März 1861 in Güntershöfchen (Lettland); † 31. Mai 1938 in Dresden) war ein deutscher Seeoffizier, zuletzt Vizeadmiral der Kaiserlichen Marine.

## Leben

### Herkunft
Hans von Dombrowski entstammte dem Adelsgeschlecht derer von Damerau. Seine Eltern waren Hugo von Dambrowski (1826–1876), Rittergutbesitzer in Pommern, und Sophie Götz (1832–1890). Hans von Dambrowski hatte mehrere Geschwister, ein Bruder war Kurt von Dambrowski. Der älteste Bruder Iwan von Dambrowski (1856–1922) wurde Pfarrer und Genealoge; seine Schwester Käthe war zeitweise Hofdame und heiratete den Offizier und Theater-Intendanten Gerhard von Puttkammer.

### Werdegang
Hans von Dambrowski trat, nachdem er ein Gymnasium in Dresden besucht hatte, als Kadett am 21. April 1877 in die Kaiserliche Marine ein.
Als Herzog Friedrich Wilhelm zu Mecklenburg am 8. April 1888 in die Kaiserliche Marine eintrat, wurde ihm der Kadettenoffizier und Leutnant zur See (Beförderung am 16. November 1880) von Dambrowski als militärischer Begleiter zugeteilt. Die am 10. April 1888 stattfindende mehrstündige Eintrittsprüfung konnte der Herzog erfolgreich hinter sich bringen.
1890 erhielt von Dambrowski das Offizierskreuz des Königlich Griechischen Erlöser-Ordens. 1893 wurde er als Kapitänleutnant (Beförderung am 16. März 1892) von der Marinestation der Ostsee (Kiel) zur Marinestation der Nordsee (Wilhelmshaven) kommandiert. Im gleichen Jahr kam er als Erster Offizier auf die Gedeckte Korvette Stein, wo er später auch Kommandant wurde. Von September 1905 war er als Kapitän zur See (Beförderung am 17. Mai 1904) für zwei Jahre Kommandant des Linienschiffs Kaiser Karl der Große. Am 13. Juli 1909 wurde er Konteradmiral.
Bis 1910 war er Direktor der Kieler Marineakademie. In dieser Position hatte er 1908 Bogislav von Selchow aufgrund seiner vermeintlichen „sozialdemokratischen“ Behandlung von Untergebenen den Posten als Admiralstabsoffizier im Kreuzergeschwader verweigert. Er wurde 2. Admiral des II. Geschwaders. Von Anfang Mai 1912 war er mit seiner Beförderung zum Vizeadmiral bis Juli 1914 war er als Inspekteur bei der Inspektion des Bildungswesens der Marine. Anschließend wurde er als Vizeadmiral zur Disposition gestellt.
Am 26. Mai 1922 wurde ihm durch das sächsische Ministerium des Inneres die Wiederaufnahme des Doppelnamens Damerau-Dambrowski erlaubt.

### Familie
Am 8. Oktober 1890 heiratete er in Prebberede Elisabeth Bertha Wilhelmine Ernestine Helene Alexandra Gräfin von Bassewitz-Prebberede (1866–1918). Das Paar hatte drei Söhne. Ein Sohn war der spätere Regimentskommandeur und Generalmajor Joachim von der Damerau-Dambrowski (1896–1943). Joachim von der Damerau-Dambrowski war mit Ilse, geb. von Puttkamer, verheiratet. Der älteste Sohn Eberhard (* 1893) wurde als promovierter Jurist ebenfalls Marineoffizier und war mit Marie Ilse, geb. von Zimmermann, verheiratet. Der Sohn Hans (* 1903) war verheiratet mit Ella, geb. Schneider, und wurde als Diplomingenieur Regierungsbaurat. Alle Kinder und ihre Frauen waren Mitglieder der Deutschen Adelsgenossenschaft.

## Werke
- Der Seekadett. Lipsius & Tischer, Leipzig / Kiel 1894. (Digitalisat)
- Herzog Friedrich Wilhelm zu Mecklenburg: Lebensbild eines deutschen Seeoffiziers. Gebrüder Paetel, Berlin 1898.

## Genealogie
- Gothaisches Genealogisches Taschenbuch der Adeligen Häuser. Deutscher Uradel. 1924. 25.-Jubiläums-Jahrgang, Justus Perthes, Gotha 1923, S. 182 ff. Siehe: FamilySearch (Kostenfrei).
- Gothaisches Genealogisches Taschenbuch der Adeligen Häuser. Zugleich Adelsmatrikel der Deutschen Adelsgenossenschaft. Teil A (Uradel). 1941. Dreiunddreißigster Jahrgang, Justus Perthes, Gotha 1940, S. 96 f. Siehe: FamilySearch (Kostenfrei).